# 閃耀國度
《閃耀國度》為2022年播出的Netflix韓國劇集，由《遠看是蔚藍的春天》、《王牌大律師》等作品的金廷炫導演執導。以高壓的時尚界為背景，講述一群為了寫成時尚（Fashion）讀作熱情（Passion）的時尚界奉獻人生的年輕人，關於他們的夢想、愛情與友情，並在三者間尋求平衡的超現實主義羅曼史。Netflix於2022年12月23日全球獨家播映此劇。

## 演員陣容

### 主要人物
| 演員   | 角色   | 介紹                                                                                                 |
| 蔡秀彬 | 表志恩 | 公關公司科長。從小就喜歡美的事物，在一直以來憧憬的時尚界中孤軍奮戰。                                 |
| 崔珉豪 | 池禹旻 | 自由接案寫手。從外貌到能力應有盡有，卻對任何事物興致缺缺沒有熱情，不管在工作或是愛情上都不怎麼上心。 |
| 李相雲 | 約瑟夫 | 時尚品牌“Mr. Joseph”的設計師，有著細膩的藝術感性和開朗的魅力，是表志恩和芮先浩傾訴所有苦惱的好夥伴。 |
| 朴熙貞 | 芮先浩 | 超模，表志恩的至親。                                                                                 |

### 其他人物
| 演員   | 角色        | 介紹 |
| 金旻奎 | 沈道英      | 在模特的夢想和現實之間掙扎的大學生。有著純情漫畫人物般外貌，虛張聲勢而略顯不成熟，但有著可愛的魅力。                                                                                 |
| 申東美 | 吳代表      | 表志恩公司的代表，雖然為了爭取到工作隨時可以跪下，但她對於自己的工作有著比任何人都強烈的自豪感。                                                                                     |
| 李美度 | 洪智善      | 負責所有韓國國內頂級名人們造型的最具盛名的造型師，想要給客戶穿的服裝一定會要拿到手，不管費用多貴，甚至不惜親自製作，因此業界內想與其一起工作的人排起了長隊，是一個很有影響力的人物。 |
| 崔熙真 | 安南熙      | 引領韓國時尚界的知名雜誌主編，是一個有始有終、充滿魄力的人。 |
| 全秀景 | 張玉珍      | 約瑟夫的母親，曾是知名演員。在約瑟夫幼時便發現他的才華，一直支持著他並給予他信心，是約瑟夫和朋友們可靠的助力者。                                                                     |
| 任基鴻 | 蒂埃里·亨利 | 奢侈品牌“尔莱茵”的首席設計師。 |
| 崔元明 | 李南鎮      | 表志恩的男友、M&A專家，有著出眾的能力和財力、風格幹練、有紳士風度。 |
| 李詩宇 | 艾絲特      | 設計師約瑟夫的秘書和品牌“Mr. Joseph”的管家，聰明、漂亮很有才能。 |
| 權海成 | 車海俊      | 海俊洋服店老闆。 |
| 芮秀貞 |             | 表志恩的奶奶。 |

## 原聲帶
- Part.1（發行日期：2022年10月28日）

| 曲序 | 曲目              | 演唱   | 时长 |
| ---- | ----------------- | ------ | ---- |
| 1.   | Life is Beautiful | AB6IX  | 3:26 |
| 2.   | Basic             | 辛由美 | 3:11 |

- Part.2（發行日期：2022年12月23日）

| 曲序 | 曲目              | 演唱   | 时长 |
| ---- | ----------------- | ------ | ---- |
| 1.   | Run (Female Ver.) | 曹柔理 | 3:46 |
| 2.   | Run (Male Ver.)   | Xydo   | 3:47 |

- Part.3（發行日期：2022年12月26日）

| 曲序 | 曲目      | 演唱        | 时长 |
| ---- | --------- | ----------- | ---- |
| 1.   | My finale | 勝熙        | 3:15 |
| 2.   | Balloon   | The Orchard | 2:57 |

## 發行
2022年10月31日，Netflix因為梨泰院踩踏事故，宣佈原定於11月4日公開的《閃耀國度》，延後至12月23日上線。

## 外部連結
- 在Netflix上觀看《閃耀國度》
- Daum上《閃耀國度》的資料
- 互联网电影数据库（IMDb）上《閃耀國度》的资料（英文）